# 鐵路模型技術俱樂部
鐵路模型技術俱樂部（英語：Tech Model Railroad Club，縮寫為 TMRC），麻省理工學院的學生團體。創立於1946年，他們的HO軌比例，是為了讓模型火車自動運作而設計的。因為他們是駭客文化形成的最主要推手，因此也成為世界上最有名的鐵道模型俱樂部。

## 歷史
約在1948年，這個社團取得了在麻省理工學院中，20號大樓（Building 20）三樓的 20E-214號房間，作為他們社團活動之用。

## 著名成員
- 約翰·麥卡錫
- 彼得·多伊奇
- 史帝芬·羅素

## 外部連結
- , 美國: MIT,   [2012-05-18], （原始内容存档于2012-05-20）